# Visla
Visla (poljsko Wisła) je s 1047 kilometri najdaljša reka na Poljskem, hkrati najdaljša reka baltiškega povodja in 9. najdaljša v Evropi. Njeno porečje obsega 194.424 km², od tega je 168.700 km² na Poljskem (kar predstavlja več kot polovico površine države).
Izvira na pobočju gore Barania Góra (1220 m) na jugu države v gorovju Šlezijski Beskidi. Ima dva povirna kraka: Mala bela Visla (Biała Wisełka) in Mala črna Visla (Czarna Wisełka). Ob reki so mnoga velika mesta Krakov, Sandomierz, Varšava, Płock, Włocławek, Torunj, Świecie, Tczew in Gdansk. V obliki delte se z mnogimi rokavi (Leniwka, Przekop, Śmiała Wisła, Martwa Wisła, Nogat in Szkarpawa) izliva v Baltsko morje.
Reka je pogosto povezana s poljsko kulturo, zgodovino in nacionalno identiteto. Je najpomembnejša vodna pot in naravni simbol države, izraz »Dežela Visle« (poljsko kraj nad Wisłą) pa je lahko sinonim za Poljsko.

## Geografija
Vislo lahko razdelimo na tri dele: zgornji tok, od izvirov do Sandomierza; srednji tok, od Sandomierza do sotočja z Narevom in Bugom in spodnji tok, od sotočja z Narevom do morja.
Porečje reke Visle pokriva 194.424 kvadratnih kilometrov (na Poljskem 168.700 kvadratnih kilometrov); njena povprečna nadmorska višina je 270 metrov. Poleg tega je večina njenega porečja (55 %) na nadmorski višini 100 do 200 m; več kot 3⁄4 porečja sega od 100 do 300 metrov. Najvišja točka porečja je 2655 metrov visok vrh Gerlach v Tatrah). Ena od značilnosti porečja Visle je asimetričnost – v veliki meri posledica nagibne smeri Srednjeevropske nižine proti severozahodu, smeri toka ledeniških vod in precejšnje predispozicije njenega starejšega podnožja. Asimetrija porečja (od desne do leve strani) je 73–27 %.
Zadnja poledenitev pleistocenske epohe, ki se je končala okoli 10.000 pr. n. št., se glede na severno-srednjo Evropo imenuje visuljska poledenitev ali weichselska poledenitev.

### Delta
Reka tvori široko delto, imenovano Żuławy Wiślane. Delta se trenutno začne okoli Białe Góre blizu Sztuma, približno 50 km od ustja, kjer se odcepi reka Nogat. Nogat se prav tako začne ločeno kot reka, imenovana (na tem zemljevidu) Alte Nogat (Stari Nogat) južno od Kwidzyna, vendar bolj severno pobira vodo iz navzkrižne povezave z Vislo in postane razvod Visle, ki teče stran severovzhodno v laguno Visla (poljsko Zalew Wiślany) z majhno delto. Nogat je bil del meje med Vzhodno Prusijo in medvojno Poljsko. Drugi kanal Visle pod to točko se včasih imenuje Leniwka.
Različni vzroki (dež, taljenje snega, zastoji v ledu) so skozi stoletja povzročili številne hude poplave Visle. Zemljišča na tem območju so bila včasih zaradi hudih poplav opustošena, pozneje pa so jih morali preseliti.

### Sprememba struge
Tako kot pri nekaterih drugih rekah, je bila tudi spodnja Visla podvržena spremembi struge.
V bližini morja je Vislo zaradi nanosa ob morju preusmeril obalni pesek in se je razcepila v vzhodni krak (Visla Elbing (Elbląg), Elbinger Weichsel, Szkarpawa se izliva v laguno Visla, ki je zdaj zaprta za obvladovanje poplav na vzhodu z zapornico) in zahodni krak (Danziška (Gdanjska) Visla, krak Przegalinie, je dosegla morje v Danzigu). Do 14. stoletja je bila Elbinska Visla večja.

## Podnebne spremembe in poplave delte Visle
Glede na študije poplav, ki jih je izvedel profesor Zbigniew Pruszak, ki je soavtor znanstvenega članka Implications of SLR, in nadaljnjih študij, ki so jih izvedli znanstveniki, ki so se udeležili poljske končne mednarodne konference ASTRA, in napovedi podnebnih znanstvenikov na predvrhu o podnebnih spremembah v Københavnu je zelo verjetno, da bo večina regije delte Visle (ki je pod morsko gladino) poplavljena zaradi dviga morske gladine zaradi podnebnih sprememb do leta 2100.

## Geološka zgodovina
Zgodovina reke Visle in njene doline sega več kot 2 milijona let. Reka je povezana z geološkim obdobjem, imenovanim kvartar, v katerem je prišlo do izrazitega ohlajanja podnebja. V zadnjem milijonu let je na območje Poljske osemkrat prišla ledena plošča in s seboj prinesla spremembe dosegov reke. V toplejših obdobjih, ko se je ledena plošča umikala, je Visla poglobila in razširila svojo strugo. Reka je svojo današnjo obliko dobila v zadnjih 14.000 letih, potem ko se je skandinavska ledena plošča popolnoma umaknila s tega območja. Trenutno skupaj z dolino Visle še vedno prihaja do erozije brežin in zbiranja novih sedimentov.
Visla je kot glavna reka Poljske tudi v središču Evrope. V njenem porečju se srečujejo tri glavne geografske in geološke kopenske mase celine: Vzhodnoevropsko nižavje, Zahodna Evropa in alpsko območje, ki mu pripadajo Alpe in Karpati. Visla se začne v Karpatih. Potek in značaj reke so oblikovale ledene plošče, ki so se spuščale s Skandinavskega polotoka. Zadnja poledenitev je prišla na območje Poljske pred približno 20.000 leti. V obdobjih toplejšega vremena je starodavna Visla, Pra-Wisła, iskala najkrajšo pot do morja - pred tisočletji se je izlivala v Severno morje nekje na zemljepisni širini današnje Škotske. Podnebje doline Visle, njene rastline, živali in sam njen značaj so se v procesu ledeniškega umika precej spremenili.
- Biała Wisełka
- Jezero Morskie Oko, izvir Belega Dunajeca
- Poplavljanje Visle južno od Varšave, 2004
- Obrežje Visle, ki ga je naslikal Bogdan Cierpisz leta 1898, olje na platnu.

## Plovnost
Visla je plovna od Baltskega morja do Bydgoszcz (kjer se kanal Bydgoszcz pridruži reki). Visla lahko sprejme skromna rečna plovila razreda CEMT II. Dalje gorvodno se globina reke zmanjšuje. Čeprav je bil izveden projekt za povečanje prometne zmogljivosti reke gorvodno od Varšave z izgradnjo številnih zapornic v Krakovu in okolici, ta projekt ni bil razširjen, tako da plovnost Visle ostaja omejena. Potencial reke bi se znatno povečal, če bi razmislili o obnovi povezave med vzhodom in zahodom preko vodnih poti Narew–Bug–Muhovec–Pripjat–Dneper. Zaradi spreminjajočega se gospodarskega pomena delov Evrope je ta možnost verjetnejša.
Visla je severni del predlagane vodne poti E40, ki se nadaljuje proti vzhodu v reko Bug in povezuje Baltsko morje s Črnim morjem.

## Zgodovinski pomen
Velik del porečja Visle sta v 1. tisočletju pr. n. št. zasedli železnodobni Lužiška in Przevorska kultura. Genetska analiza kaže, da je v zadnjih 3500 letih obstajala neprekinjena genetska kontinuiteta  prebivalcev. Porečje Visle skupaj z deželami Rena, Donave, Labe in Odre so rimski avtorji iz 1. stoletja našega štetja poimenovali Magna Germania. To ne pomeni, da so bili prebivalci 'germanska ljudstva' v sodobnem pomenu besede; Tacit je ob opisu Benetov, Peucinov in Fenov zapisal, da ni prepričan, ali bi jih moral imenovati Germani, saj so imeli naselja in so se borili peš, oziroma Sarmati, ker imajo nekaj podobnih običajev z njimi. Ptolemaj je v 2. stoletju našega štetja opisal Vislo kot mejo med Germanijo in Sarmatijo.
Reka Visla je bila nekoč povezana z reko Dneper in od tod s Črnim morjem preko Augustovskega prekopa, tehnološkega čuda s številnimi zapornicami, ki so prispevale k njeni estetski privlačnosti. To je bila prva vodna pot v Srednji Evropi, ki je zagotavljala neposredno povezavo med dvema glavnima rekama, Vislo in Nemenom. Omogočala je povezavo s Črnim morjem na jugu preko kanala Oginski, reke Dneper, kanala Berezina in reke Zahodna Dvina. Pot Baltsko morje–Visla–Dneper–Črno morje s svojimi rekami je bila ena najstarejših trgovskih poti, Jantarska pot, po kateri se je trgovalo z jantarjem in drugimi predmeti iz severne Evrope v Grčijo, Azijo, Egipt in drugod.
Ustje Visle so v 7. in 8. stoletju naselili Stari Slovani. Na podlagi arheoloških in jezikoslovnih najdb se domneva, da so se ti naseljenci preselili proti severu ob reki Visli. To pa je v nasprotju z drugo hipotezo, ki jo podpirajo nekateri raziskovalci, ki pravijo, da so se Veleti premaknili proti zahodu od delte Visle.
Številna zahodnoslovanska poljska plemena so v 8. stoletju oblikovala majhna gospostva, od katerih so se nekatera pozneje združila v večja. Med plemeni, navedenimi v listini bavarskega geografa iz 9. stoletja, so bili Vislani (Wiślanie) v južni Poljski. Njihovi glavni središči sta bili Krakov in Wiślica.
Številne poljske legende so povezane z Vislo in začetki poljske državnosti. Ena najtrajnejših je tista o princesi Vandi co nie chciała Niemca (ki je zavrnila Nemca). Po najbolj priljubljeni različici, ki jo je populariziral zgodovinar iz 15. stoletja Jan Długosz, je Vanda, hči kralja Krakusa, po očetovi smrti postala kraljica Poljakov. Zavrnila je poroko z nemškim princem Rytigierjem (Rüdigerjem), ki je bil užaljen in vdrl na Poljsko, vendar je bil zavrnjen. Vendar je Vanda naredila samomor in se utopila v reki Visli, da bi zagotovila, da ne bo več napadel njene države.

### Glavna trgovska pot
Stoletja je bila reka ena glavnih trgovskih arterij Poljske, gradovi na njenih bregovih pa so bili zelo cenjena posest. Sol, les, žito in gradbeni kamen so bili med 10. in 13. stoletjem med blagom, ki so ga pošiljali po tej poti.
V 14. stoletju je spodnjo Vislo nadzoroval Tevtonski viteški red, ki ga je leta 1226 povabil Konrad I. Mazovski, da bi mu pomagali v boju s poganskimi Prusi na meji svojih dežel. Leta 1308 so Tevtonski vitezi zavzeli grad Gdansk in pobili prebivalstvo. Od takrat je dogodek znan kot pokol v Gdansku. Red je podedoval Gniew od Sambora II. Pomeranskega in se tako uveljavil na levem bregu Visle. Številne kašče in skladišča, zgrajena v 14. stoletju, se razprostirajo na bregovih Visle. V 15. stoletju je mesto Gdansk pridobil velik pomen na baltskem območju kot središče trgovcev in trgovine ter kot pristaniško mesto. V tem času so okoliške dežele naselili Pomeranci, vendar je Gdansk kmalu postal izhodišče za nemško poselitev večinoma puste viselske dežele.
Pred svojim vrhuncem leta 1618 se je trgovina povečala za faktor 20 od leta 1491. Ta dejavnik je razviden, če pogledamo tonažo žita, s katero se je trgovalo na reki v ključnih letih: 1491: 14.000; 1537: 23.000; 1563: 150.000; 1618: 310.000.
V 16. stoletju je večina izvoženega žita zapuščala Poljsko skozi Gdansk, ki je zaradi svoje lege na koncu Visle in njenega pritoka ter zaradi svoje trgovske vloge v Baltskem morju postal najbogatejši, najbolj razvit in daleč največje središče obrti in proizvodnje ter najbolj avtonomno od poljskih mest. Na druga mesta je negativno vplival skoraj monopol Gdanska v zunanji trgovini. V času vladavine Štefana Báthoryja je Poljska vladala dvema glavnima pristaniščema na Baltskem morju: Gdansk, ki je nadzoroval trgovino z reko Vislo in Rigo, ki je nadzorovala trgovino z Zahodno Dvino. Obe mesti sta bili med največjimi v državi. Približno 70 % izvoza iz Gdanska je bilo žito.
Žito je bilo tudi največje izvozno blago poljsko-litovske skupnosti. Obseg trgovanega žita se lahko šteje za dober in dobro izmerjen pokazatelj gospodarske rasti Skupnosti.
Lastnik folwarka (folwark je poljska beseda za kmetijo in kmetijsko podjetje, ki temelji predvsem na podložništvu), pogosto zelo velik. je običajno podpisal pogodbo z gdanskimi trgovci, ki so obvladovali 80 % te notranje trgovine, da so žito odpremili v Gdansk. Številne reke v Skupnosti so bile uporabljene za ladijski promet, vključno z Vislo, ki je imela relativno dobro razvito infrastrukturo, z rečnimi pristanišči in kaščami. Večina rečnega ladijskega prometa je potovala proti severu, prevoz proti jugu pa je bil manj donosen, barže in splavi pa so se v Gdansku pogosto prodajali za les.
Da bi zaustavila ponavljajoče se poplave na spodnji Visli, je pruska vlada v letih 1889–1895 zgradila umetni prekop približno 12 kilometrov vzhodno od Gdanska (nemško ime Danzig) – znan kot (nemško Weichseldurchstich; poljsko Przekop Wisły), da bi zaustavila ponavljajoče se poplave na spodnji Visli, – ki je deloval kot velika zapornica, ki je preusmerila velik del toka Visle neposredno v Baltik. Zaradi tega je zgodovinski prekop Visle skozi Gdańsk izgubil velik del svojega toka in je bil pozneje znan kot Mrtva Visla (nemško Tote Weichsel; poljsko Martwa Wisła). Nemške države so pridobile popoln nadzor nad regijo v letih 1795–1812 (glej: Delitve Poljske), pa tudi med svetovnima vojnama v letih 1914–1918 in 1939–1945.
Od leta 1867 do 1917 je ruska carska uprava po propadu januarske vstaje (1863–1865) imenovala Poljsko kraljestvo Privislinsky krai.
Skoraj 75 % ozemlja medvojne Poljske je proti severu v Baltsko morje odmakala Visla (skupna površina porečja Visle znotraj meja Druge poljske republike je bila 180.300 km²), Nemen (51.600 km²), Odra (46.700 km²) in Zahodna Dvina (10.400 km²).
Leta 1920 je potekala odločilna bitka poljsko-sovjetske vojne Bitka pri Varšavi (včasih imenovana Čudež pri Visli), ko so se sile Rdeče armade pod poveljstvom Mihaila Tuhačevskega približale poljski prestolnici Varšavi in bližnji trdnjavi Modlin ob ustju reke.

### Druga svetovna vojna
Poljska septembrska kampanja je vključevala bitke za nadzor nad ustjem Visle in mesta Gdańsk blizu delte reke. Med invazijo na Poljsko (1939) so se po prvih bojih v Pomereliji ostanki poljske vojske Pomeranije umaknili na južni breg Visle. Po večdnevni obrambi Toruńa se je vojska pod pritiskom splošne zaostrene strateške situacije umaknila južneje in sodelovala v glavni bitki pri Bzuri.
Kompleks koncentracijskih taborišč Auschwitz je bil na sotočju rek Visle in Sole. Pepel umorjenih žrtev Auschwitza so odvrgli v reko.
Med drugo svetovno vojno so bili vojni ujetniki iz nacističnega taborišča Stalag XX-B dodeljeni za rezanje ledenih blokov iz reke Visle. Led bi nato s tovornjakom vozili v lokalne pivnice.
Varšavska vstaja leta 1944 je bila načrtovana s pričakovanjem, da bodo sovjetske sile, ki so prispele med ofenzivo in so v polni moči čakale na drugi strani reke Visle, pomagale v bitki za Varšavo. Vendar so Sovjeti razočarali Poljake, ustavili so svoje napredovanje pri Visli in v radijskih oddajah upornike označili za zločince.
V začetku leta 1945 je Rdeča armada v ofenzivi Vislo-Odra prečkala Vislo in pregnala nemški Wehrmacht mimo reke Odre v Nemčiji.